# Декер, Жозефин
 Жозефин Декер (англ. Josephine Decker; род. 2 апреля 1981) — американская актриса, кинорежиссер и артистка перформанса.

## Биография
Декер выросла в Техасе и окончила Принстонский университет .
По состоянию на 2020 год она сняла четыре полнометражных фильма: экспериментальный психологический триллер «Масло на защёлке» (2013), экспериментальный эротический триллер «Была ты нежна и прекрасна» (2014) , экспериментальную драму «Мадлен Мадлен» (2018) и полубиографический триллер «Ширли» (2020). Она также совместно с Бриттани Блокман выпустила документальный фильм «Би-путь» об американских бисексуалах (2008). На 2021 год запланирован выход её 5-й по счёту самостоятельной работы «Небо повсюду» по роману Джанди Нельсон
Как актриса известна прежде всего по роли Рози в сериале «Комната 104», где у неё было несколько откровенных сцен.
В мае 2010 года Декер присутствовала на последнем дне ретроспективы Марины Абрамович «В присутствии художника» в MoMA. Когда она оказалась напротив Абрамович, то немедленно разделась и стояла голой посреди музея, пока семь охранников не вывели Жозефин из музея.
Декер заявила, что её цель состояла в том, чтобы быть «такой же уязвимой для неё [Абрамович], какой она постоянно делает себя для нас».
Декер цитирует в качестве влияния на свою работу фильмы «Антихрист» (2009), «Чёрный лебедь» (2010), «Вечное сияние чистого разума» (2004), «Безмолвный свет» (2007) и «Дни жатвы» (1978), а также книгу «К востоку от рая» Джона Стейнбека и творчество независимого кинематографиста Джо Сванберга .
Декер выросла в традициях христианства, позднее став буддистом, практикуя эту религию по крайней мере с 2011 года.